# Northwinds
Northwinds (soms ook aangeduid als Northwinds) is het tweede studioalbum van David Coverdale. Opnieuw was de muziekproducent Roger Glover. De muziek verschilt nauwelijks van zijn eerste album en bevat daardoor ook hardrock en tegen soul aanliggende bluesrock. Het album werd opgenomen in maart 1978 in de AIR Studio te Londen. Coverdale had al wel zijn eerste wisselingen in personeel, Moody bleef.

## Musici
- David Coverdale – zang, piano
- Micky Moody – gitaar , achtergrondzang
- Tony Newman – slagwerk
- Allan Spanner – basgitaar
- Tim Hinkley – toetsinstrumenten, achtergrondzang
- Roger Glover – basgitaar,
- Graham Preskett – (elektrische) viool
- Ronnie James Dio, Wendy Dio – achtergrondzang Give me kindness

## Muziek
| Nr. | Titel                                | Duur |
| --- | ------------------------------------ | ---- |
| 1.  | Keep on giving me (Coverdale, Moody) | 5:16 |
| 2.  | Northwinds (Coverdale)               | 6:13 |
| 3.  | Give me kindness (Coverdale)         | 4:34 |
| 4.  | Time and again (Coverdale)           | 4:02 |

| Nr. | Titel                              | Duur |
| --- | ---------------------------------- | ---- |
| 1.  | Queen of hearts (Coverdale, Moody) | 5:16 |
| 2.  | Only my soul (Coverdale)           | 4:36 |
| 3.  | Say you love me (Coverdale)        | 4:21 |
| 4.  | Breakdown (Coverdale, moody)       | 5:15 |

Sommige heruitgaven op compact disc bevatten de tracks Shame the devil en Sweet mistreator; andere bevatten het eerste album van Coverdale.
Een deel van de nummers werd later bijgeperst bij het album Snakebite van Whitesnake (Keep on giving me love, Queen of hearts, Only my soul en Breakdown)